# リエージュ王立音楽院
リエージュ王立音楽院（リエージュおうりつおんがくいん、英語: The Royal Conservatoire of Liège
Conservatoire royal de Liège、公用語表記: Koninklijk Conservatorium Luik）は、ベルギーリエージュに本部を置くベルギーの芸術大学。1826年創立、1826年大学設置。
ベルギーのフランス語共同体中の4つの音楽院のひとつ。音楽および舞台芸術に関して高度な教育カリキュラムを提供している。

## 沿革
音楽院は1826年にオランダ国王ウィレム1世（当時のベルギーはオランダの一部だった）によって設立、1827年に開校された。初代院長の座にはジョゼフ・ドーソワーニュ＝メユールが就き、在任期間は1862年までの35年間であった。
1872年から1911年にはジャン＝テオドール・ラドゥーが院長を務めた。

## 立地と施設
住所はリエージュ市内のPiercot Forgeurの29であり、最初の校舎は1887年に建築家のLouis BoonenとLaurent Demanyによって新古典主義様式の設計で建造された。建物内には大規模なコンサートホールが備えられており、1998年から2000年にかけて建て替えられたこのホールは1162席を擁するものとなった。リエージュ・フィルハーモニー管弦楽団はこのホールを活動の本拠地としている。

## 著名な卒業生
- ガストン・ドゥシエ
- Camille Everardi
- セザール・フランク
- Frantz Jehin-Prume
- マルク・ラホ（英語版）
- ジャン・ロジステル（英語版）
- アドルフ・サミュエル